# Tři klenoty

Tři klenoty

Tři klenoty, někdy nazývané Tři útočiště (sanskrt: Triratna त्रिरत्न, také Ratna-traja रत्नत्रय ; páli: Tiratana तिरतन , Tisarana तिसरन; čínsky: 三寶 nebo 三宝, Sānbǎo; Japonsky: Sambō nebo Sampō; Tibetsky: དཀོན་མཆོག་གསུམ /dkon mchog gsum/), jsou ústředním pojmem buddhismu. Tvoří jej Buddha, Dharma a Sangha.

## Přestoupení k Buddhismu
Z náboženského a buddhistického hlediska mají tři klenoty zásadní význam, jelikož přijetím tří klenotů člověk uznává nauku Dharmy. S příchodem buddhismu na Západ začala být řešena otázka, kdy se vlastně člověk může stát buddhistou. S jistými výhradami by se dalo odpovědět, že právě přijetím tří klenotů. Avšak v žádném případě se nejedná o paralelu např. křesťanského křtu. Jde o čistě vnitřní rozhodnutí, kterým člověk přijímá Buddhu za svého učitele, jím objevenou Dharmu za cestu hodnou následování a Sanghu za společenství, jež mu v jeho duchovní cestě bude oporou.
Aktem přistoupení k buddhismu je takzvané přijetí buddhistického útočiště.

## Vývoj v chápání Sanghu
Významový obsah tří klenotů se postupně měnil, zejména pokud jde o poslední klenot Sanghu. Buddha představuje probuzeného učitele, nadaného výjimečnými učitelskými schopnostmi a moudrostí, který objevil Dharmu v době temna, kdy učení o cestě vedoucí k osvobození ze samsáry bylo zapomenuto. Dharma je učení, které bylo Buddhou objeveno a jím zpřístupněno ostatním. Sangha v původním významu znamenala společenství Buddhových žáků nacházejících se na nejrůznějších stupních osvícení.
Později s příchodem mahájány se Sanghou začalo označovat společenství bodhisattvů. V současné době je jako Sangha často chápáno společenství praktikujících buddhistů, kteří si jsou vzájemnou oporou.